# 모두 착한 아이예요
《모두 착한 아이예요》(しましまとらのしまじろう 시마 시마 토라 노 시마지로[*])는 TV 세토우치제작, TV 도쿄 계열에서 방송된 텔레비전 애니메이션이다.

## 같이 보기
- 내 친구 호비